# Pentachlorek arsenu
Pentachlorek arsenu, nazwa Stocka: chlorek arsenu(V), AsCl
5 – nieorganiczny związek chemiczny z grupy chlorków, w którym arsen występuje na V stopniu utlenienia. Został po raz pierwszy otrzymany w 1976 roku poprzez naświetlanie nadfioletem trichlorku arsenu w ciekłym chlorze w temperaturze −105 °C. Jest to związek stabilny wyłącznie w niskich temperaturach. W około −50 °C rozkłada się do trichlorku arsenu i chloru. Badania spektroskopowe wskazują na to, że cząsteczka AsCl
5 ma kształt bipiramidy trygonalnej.